# Полтавская кондитерская фабрика
Полтавская кондитерская фабрика — предприятие пищевой промышленности в городе Полтава.
Входит в ассоциацию производителей кондитерской продукции Украины «Укркондпром».

## История

### 1922—1991
Полтавская государственная кондитерская фабрика была создана в 1922 году, на базе небольшой частной артели, выпускавшей карамель, конфеты и печенье.
В 1934 году фабрика получила наименование: «имени С. М. Кирова».
После начала Великой Отечественной войны в связи с приближением к городу линии фронта всё оборудование завода было эвакуировано и выпускало галеты, печенье и сухари для действующей армии.
Все строения фабрики в Полтаве были разрушены во время немецкой оккупации.
В 1944 году началось восстановление предприятия, в первые послевоенные годы фабрика выпускала преимущественно карамель и печенье. Производственные мощности постепенно увеличивались.
В 1952 году карамельный цех был оборудован двумя полумеханическими линиями.
По состоянию на начало 1955 года Полтавская кондитерская фабрика и Полтавский мясокомбинат являлись крупнейшими предприятиями пищевой промышленности Полтавы и Полтавской области.
В 1960-е годы были введены в действие вафельный и мармеладный цеха, конвейеры и механизированные линии, установлены отливочные машины непрерывного действия. В результате, ассортимент выпускаемой продукции был расширен, на фабрике был освоен выпуск карамели в завёрнутом виде, а затем — выпуск помадных, глазированных и неглазированных конфет.
В 1980 году фабрика получила новый пятиэтажный производственный корпус, в строй были введены новая компрессорная, новые автоматизированные линии по изготовлению ириса, конфет на вафельной основе, конфет «Грильяж в шоколаде», «Метеорит», «Стрела», зефира и мармелада. Также на фабрике была освоена новая технология безвакуумного уваривания карамельных и ирисных масс.
По состоянию на начало 1989 года, основной продукцией фабрики являлась леденцовая карамель с фруктовыми, ликерными, молочными, медовыми и ореховыми начинками, также выпускались конфеты на вафельной основе, глазированные и неглазированные конфеты, батончики, кремово-взбивные кондитерские изделия, вафли, ирис и иная кондитерская продукция, которая поставлялась в пять союзных республик (в РСФСР, Украинскую, Казахскую, Таджикскую и Узбекскую ССР).

### После 1991
В 1990-е годы на базе приватизированного предприятия было создано открытое акционерное общество «Полтавакондитер».
После привлечения в 2000 году иностранных инвестиций инвестиционного фонда «SigmaBleyzer», в 2001 году для ОАО «Полтавакондитер» было выкуплено здание недостроенного типографского комплекса (ул. Бирюзова, 2), в котором был оборудован цех по производству шоколада и шоколадных изделий. Производственные мощности предприятия были увеличены.
Начавшийся в 2008 году экономический кризис осложнил положение предприятия, но в дальнейшем положение предприятия стабилизировалось и 2009 год ОАО «Полтавакондитер» завершило с прибылью в размере 24,34 млн гривен.
По состоянию на начало 2014 года «Полтавакондитер» входил в перечень ведущих промышленных предприятий Полтавы и являлся одним из крупнейших кондитерских предприятий Украины. В январе-сентябре 2014 года объёмы производства сократились на 5 %, предприятие выпустило 13 628 тонн кондитерских изделий.
В марте 2015 года предприятие освоило выпуск новой продукции: печенья со вкусом топлёного молока.